# Josef Jan Evangelista Hais
Josef Jan Evangelista Hais (9. února 1829, Budětice u Sušice – 27. října 1892, Chrast u Chrudimi) byl český katolický kněz a od roku 1875 také 18. biskup královéhradecký. Ve vedení diecéze zastával konzervativnější a prohabsburský směr. U široké veřejnosti byl oblíbený díky své podpoře charitativních a církevně-uměleckých projektů.
V roce 1891 se stal čestným občanem Hradce Králové.

## Kněžské období
Po absolvování gymnázia a teologie v Českých Budějovicích byl dne 2. listopadu 1851 vysvěcen na kněze českobudějovickým biskupem Janem Valeriánem Jirsíkem. Poté sloužil jako kaplan v Blovicích. Začátkem ledna 1857 odjel do Vídně, kde později – cca po půlročním studiu, úspěšně složil doktorát z teologie. Od října 1857 začal působit jako pedagog v českobudějovickém bohosloveckém semináři. Dne 19. dubna 1871, tedy po více než třinácti letech, se stal rektorem této instituce. Sídelním kanovníkem kapituly v Českých Budějovicích byl jmenován v září roku 1873.

## Biskupské období
Do úřadu 18. biskupa královéhradeckého ho jmenoval František Josef I. dne 27. května 1875. Po následném souhlasu papeže Pia IX. s tímto rozhodnutím byl dne 25. července 1875 vysvěcen v Českých Budějovicích na biskupa. Po slavnostní intronizaci, která proběhla 8. srpna 1875 v Hradci Králové, se plně ujal svého úřadu.

### Nejvýznamnější charitativní projekty
Již na počátku svého působení na biskupství v Hradci Králové měl zájem vybudovat speciální vzdělávací ústav pro hluchoněmé, který v královéhradecké diecézi doposud chyběl. Podařilo se mu ho zřídit až v roce 1881, když koupil a dva domy naproti tehdejšímu kněžskému semináři (v současnosti se zde sbíhají ulice Zieglerova a Dlouhá). Ty nechal zbrourat a místo nich nařídil vystavět novou budovu s neorenesanční fasádou (na kterou přispěl 100 tis. zlatými). Ústav pro hluchoněmé, nazývaný Rudolfinum, zde vydržel až do začátku 20. století. Poté byl přestěhován do větších a modernějších prostor.
V Chrasti zřídil dětskou opatrovnu a zabezpečil ji 12 tis. zlatými.

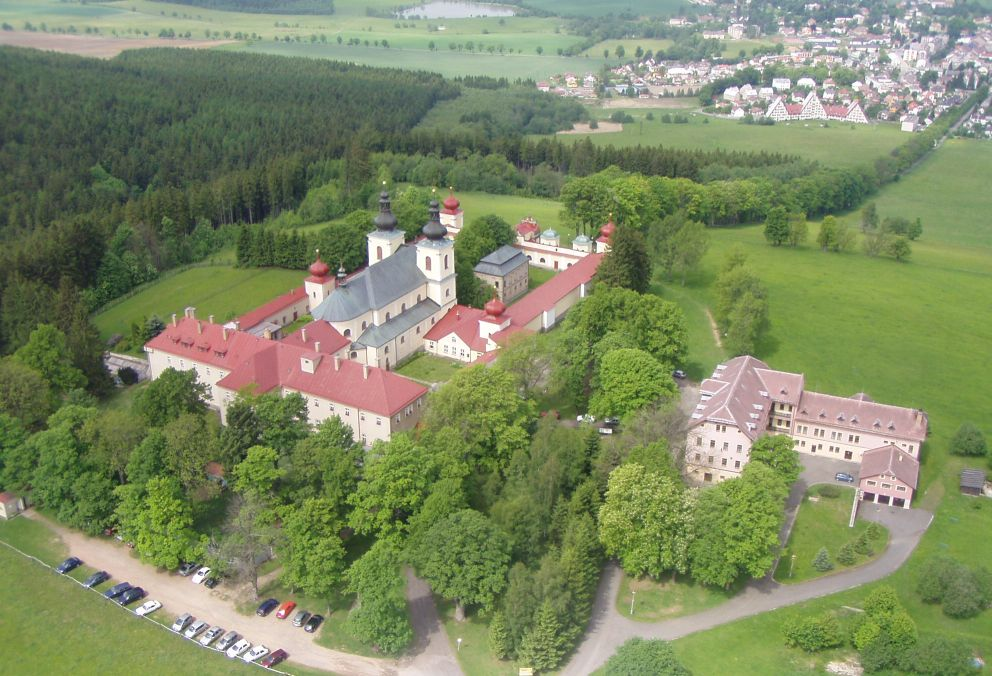
Klášter na Hoře Matky Boží v Králíkách

### Opatření proti diskriminaci Čechů
Josef Jan E. Hais byl na postě královéhradeckého biskupa prvním Čechem. Také proto zavedl několik opatření, která měla za úkol snížit diskriminaci českých katolíků v diecézi a zavést spravedlivé zacházení vůči oběma národům, které tehdy žily na území diecéze (Češi a Němci). První z nich nařizovalo biskupské konzistoři (administrativnímu odboru), aby opustila vyřizování korespondence výhradně v němčině. V praxi to tedy znamenalo, že na jednotlivé písemnosti se muselo odpovídat ve stejné řeči, v jaké byly podány. Další opatření mělo za úkol alespoň částečně vyrovnat postavení českých duchovních vůči těm německým v diecézi tím, že pro ně biskup Hais zavedl exercicie v českém jazyce. V neposlední řadě měl v záměru pomoci české katolické menšině, která žila v tehdy převážně německém městě Trutnově. Chtěl jim zde postavit kostel, kde by se mohly sloužit bohoslužby v češtině. Avšak kvůli velkému odporu německých nacionalistů se mu nepodařilo tento záměr zrealizovat.

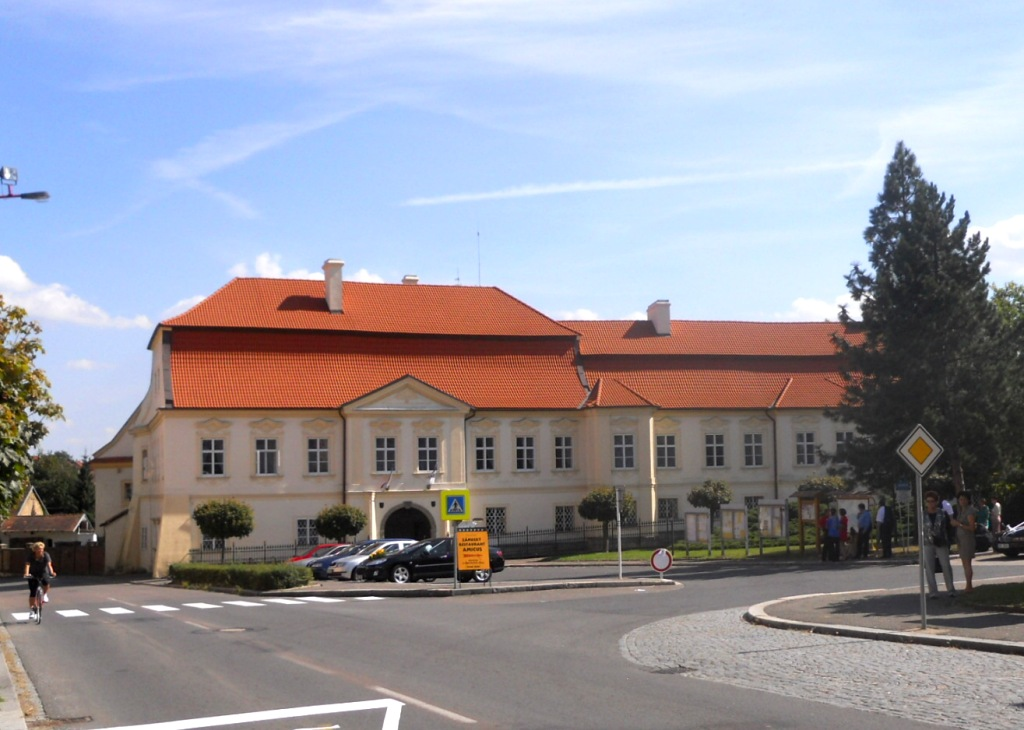
Zámek v Chrasti

### Další projekty a činnosti
Za biskupa Haise se také hodně rekonstruovaly sakrální stavby – např. rekonstrukce kláštera na Hoře Matky Boží v Králíkách po požáru z roku 1846 (obnovil zde i každoroční poutě, kterých se účastnilo až 20 tis. lidí), obnova a dostavba kostela v Podlažicích, rozšíření rezidence biskupství v Hradci Králové, renovace v zámku v Chrasti atd.
Biskup také nakupoval a restauroval pro diecézi různé umělecké předměty.

### Úmrtí
Při oslavě dokončení rekonstrukce zámecké kaple v Chrasti prohlásil, že to je jeho poslední počin, který pro královéhradeckou diecézi udělal, protože brzy očekává svoji smrt. Tři dny poté, dne 27. října 1892, opravdu zemřel na následky mozkové mrtvice.